# U-968
Unterseeboot 968 foi um submarino alemão do Tipo VIIC, operando na Kriegsmarine durante a Segunda Guerra Mundial. O seu projeto do U-968 foi encomendado no dia 5 de junho de 1941, sendo construído pela Blohm + Voss em Hamburgo e lançado ao mar no dia 4 de fevereiro de 1943. Foi comissionado no dia 18 de março de 1943 pelo Oberleutnant zur See Otto Westphalen.
O U-968 esteve em treinamento entre os meses de março de 1943 e fevereiro de 1944 na 5ª Flotilha de submarinos entrando em serviço ativo entre os meses de março de 1944 e maio de 1945 na 13ª Flotilha de submarinos. Durante os 14 meses de serviço ativo realizou sete patrulhas de guerra, nas quais afundou cinco navios aliados e danificou outro num total de 32 415 toneladas de arqueação. Participou de sete operações de ataque combinado contra os comboios aliados, tendo nestas afundado um navio aliado. Se rendeu no dia 9 de maio de 1945 em Narvik, sendo transferido para Loch Eriboll, Escócia, onde foi afundado no dia 29 de novembro de 1945  durante a Operação Deadlight.

## Características técnicas
O U-968 pertenceu a classe de U-boot Tipo VIIC, uma evolução do Tipo VIIB, possuindo praticamente o mesmo motor e potência, mas era um pouco mais largo e mais pesado, fato este que teve como consequência uma velocidade menor que o seu antecessor. O primeiro desta classe a ser comissionado foi o U-69 no mês de novembro de 1940, sendo comissionados durante a guerra um total de 568 submarinos.
O seu comprimento era de 67,1 metros, altura total de 9,60 metros e boca de 6,20 metros. A sua profundidade máxima de serviço era de 220 metros. Tinha um deslocamento de 769 metros cúbicos quando estava na superfície e 871 metros cúbicos quando imerso. Era movido por duas hélices com três pás cada, com 1,62 m de diâmetro, sendo direcionado por um leme duplo.

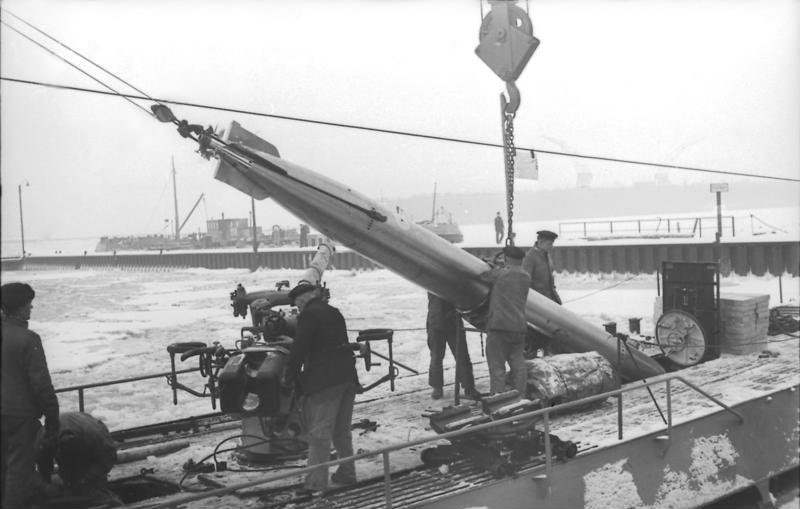
Reposição de torpedos e Canhão de 88 mm.

Era propulsionado por dois motores diesel de seis cilindros de 1 400 cv, alcançando 470-490 rpm. Tinha capacidade máxima de 113 toneladas de combustível em seus tanques, sendo também enchidos os tubos de torpedos números um e três com combustível, sendo passados posteriormente para os tanques de combustível conforme o nível baixava.
Possuía também dois motores elétricos AEG com 375 cv cada, alcançando 295 rpm. Dois grupos de baterias elétricas com 62 células movimentavam estes motores elétricos que tinham capacidade de gerar 9 160 A/h.
O U-968 tinha uma autonomia de 8 500 milhas (15 742 km) a uma velocidade de 10 nós (18,5 km/h) estando na superfície, já numa velocidade de 17 nós a sua autonomia caía para 3 450 milhas. Quando combinados os motores elétricos e a diesel, podia alcançar 9 400 milhas numa velocidade de 10 nós.
Estando submerso, apenas os motores elétricos podiam ser usados, pelo fato dos motores a diesel consumirem o oxigênio do ar. Quando numa velocidade de 4 nós tinha um alcance de 80 milhas, já numa velocidade de 2 nós tinha uma alcance de 120 milhas.
Era equipado com cinco tubos lança-torpedos, estando quatro na proa e uma na popa, tendo uma dimensão de 53,3 centímetros de alma, podendo levar 14 torpedos por patrulha. Já em seu convés possuía um Canhão de 88 mm usado para ataques na superfície, levando 250 munições par o mesmo. A sua metralhadora antiaérea era de calibre 20 mm, carregando 4 380 cartuchos.

## Comandante
O U-968 teve como único comandante o Oberleutnant zur See Otto Westphalen, que assumiu o comando do submarino no dia 18 de março de 1943 e permaneceu até o fim da guerra no dia 9 de maio de 1945. No comando deste submarino afundou cinco navios e danificou um. Foi condecorado com a Cruz de Cavaleiro da Cruz de Ferro no dia 23 de março de 1945 pelos navios afundados com o U-968.
| Comandante            | Data                                    |
| --------------------- | --------------------------------------- |
| Oblt. Otto Westphalen | 18 de março de 1943 - 9 de maio de 1945 |

## Operações

### Primeira Patrulha de Guerra
O U-968 saiu em sua primeira patrulha de guerra a partir do porto de Kiel no dia 7 de março de 1944, dirigindo-se para Gotemburgo no dia seguinte.
Entrou no dia 17 de março de 1944 na operação de ataque combinado Hammer (em português: Martelo), que já estava em andamento deste o dia 10 de março. Cinco U-Boots participaram nesta operação que ocorreu principalmente no mar da Noruega, sendo que nenhuma embarcação aliada foi atacada. O U-968 deixou a operação no dia 1 de abril de 1944 e se dirigiu para a Noruega, entrando no porto de Narvik no dia seguinte, encerrando a sua patrulha após ter permanecido 27 dias no mar.
No dia 19 de julho de 1944 foi danificado por um ataque aéreo realizado por uma aeronave Liberator R/86 Squadron RAF, matando um tripulante e ferindo outros seis.

### Segunda Patrulha de Guerra
Iniciou a sua segunda patrulha de guerra no dia 29 de agosto de 1944, partindo da base de Hammerfest, tendo patrulhado na maior parte do tempo o mar de Barents.
Entrou para a operação Dachs (em português: Texugo) no dia 1 de setembro de 1944, operação esta que havia iniciado no dia 31 de agosto. Ao total participaram seis U-Boots desta operação, sendo que nenhuma embarcação aliada foi atacada. Durante esta operação o U-968 lançou 12 minas TMC no mar de Pechora entre 4h 18min e 7h 05min do dia 4 de setembro. A operação Dachs foi dada como encerrada no dia 5 de setembro de 1944. Após estar em patrulha durante 13 dias, entrou na baía de Bogen no dia 10 de setembro de 1944 e encerrou a sua segunda patrulha.

### Terceira Patrulha de Guerra
A sua terceira patrulha de guerra se iniciou no dia 24 de setembro de 1944, onde partiu da baía de Bogen para patrulhar o mar da Noruega e o mar de Barents.
O U-968 entrou na operação Zorn (em português: Fúria) quando esta se formou no dia 26 de setembro de 1944, tendo ao total participado 13 submarinos. Esta operação conseguiu afundar dois navios aliados do comboio RA-60, sendo estes ataques realizados pelo U-310 no dia 29 de setembro. A operação se deu por encerrada no dia 2 de outubro, tendo o U-968 deixado a operação no dia anterior.
Quando deixou a operação Zorn se juntou a operação Grimm no dia 1 de outubro de 1944. A operação contou com um total de 17 submarinos desde que se iniciou no dia 9 de setembro. A operação foi encerrada no dia 2 de outubro, tendo perdido o U-921 que foi bombardeado por uma aeronave Swordfish e não conseguido atacar nenhum navio aliado. Entrou para a base de Narvik no dia 3 de outubro após uma patrulha que durou dez dias.

### Quarta patrulha de Guerra
A sua quarta patrulha de guerra se iniciou quando saiu da base de Narvik e se dirigiu para o mar de Barents no dia 14 de outubro de 1944.
Fez parte da operação Panther (em português: Pantera) quando esta se iniciou no dia 16 de outubro de 1944, que contou com 20 U-Boots ao total. Foi danificado um navio aliado pelo U-295 no dia 2 de novembro de 1944, sendo a operação encerrada no dia 10 de novembro. No dia seguinte o U-968 terminou a sua patrulha e entrou para a base de Rasmund após uma patrulha de 29 dias.

### Quinta Patrulha de Guerra
Saiu da base de Harstad em sua quinta patrulha de guerra no dia 7 de fevereiro de 1945, onde, como nas operações anteriores, patrulhou os mares da Noruega e de Barents.
No dia 14 de fevereiro localizou o comboio BK-3, iniciando um ataque com torpedos entre às 12h 47min e 13h 04min, conseguindo danificar neste ataque os navios Norfjell e Horace Gray. O norueguês Norfjell foi atingido  com um torpedo na sala de máquinas, causando a morte de dois tripulantes e abrindo um rombo de 14 a 15 metros no casco do navio, os demais 47 sobreviventes conseguiram seguir viagem até Murmansk, onde foi feito um reparo provisório no casco. O outro navio atacado foi o navio mercante da Classe Liberty Horace Gray (comandante Charles Fox Brown), que foi atingido por um torpedo que abriu dois rombos no casco com 20 por 60 pés e 20 por 20 pés a estibordo. Após 20 minutos os 69 tripulantes deixaram o navio em quatro botes salva-vidas, sendo resgatados por dois navios soviéticos que faziam a escolta do comboio. Após uma hora o capitão e parte da tripulação retornaram ao navio e ele foi rebocado até Kola Inlet e deixado na Baía de Tyuva  onde foi declarado como perda total.
Localizou e atacou o comboio RA-64 no dia 17 de fevereiro de 1945, disparando um torpedo LUT às 10h 15min que atingiu a popa do navio HMS Lark (U 11)  após 6min 20s a nordeste de Murmansk, causando a morte de três tripulantes. O navio não afundou mas foi declarado como perda total pela Marinha Real Britânica, sendo o casco entregue para os soviéticos.

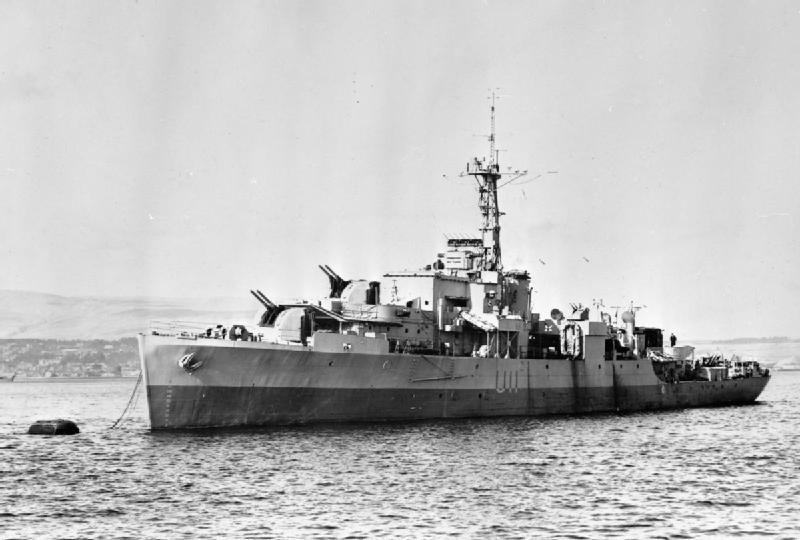
HMS Lark (U 11) em 8 de abril de 1944.

No mesmo dia, às 11h 48min torpedeou o navio Thomas Scott (comandante Jack Alvin Teston) , atingindo o navio na popa, causando uma rachadura que dividiu o navio em duas partes, permanecendo unido no deck. Após dez minutos os tripulantes do navio, juntamente com 40 refugiados noruegueses deixaram o navio em quatro navios salva-vidas e uma balsa, sendo todas as 109 pessoas resgatados após 40 minutos pelo HMS Fencer.O navio permaneceu boiando até que se partiu em dois e a popa afundou às 19h 37min, tendo o restante do navio afundado às 21h 00min.
O U-968 retornou entrou para a base de Kilbotn no dia 20 de fevereiro de 1945 após ter permanecido no mar numa patrulha que durou 14 dias, tendo nesta afundado três navios aliados num total de 15 726 toneladas e danificou outro com 8 129 toneladas.

### Sexta Patrulha de Guerra
A sua sexta patrulha de guerra se iniciou no dia 12 de março de 1945, quando partiu da base de Kilbotn em direção ao mar de Barents.
Fez parte da operação Hagen que se iniciou no dia 13 de março de 1945 e que contou com a participação de 13 U-Boots. Na manhã do dia 20 de março de 1945 atacou o comboio JW-65, tendo torpedeado e afundado o navio HMS Lapwing , causando a morte de 168 tripulantes, deixando apenas 61 sobreviventes.

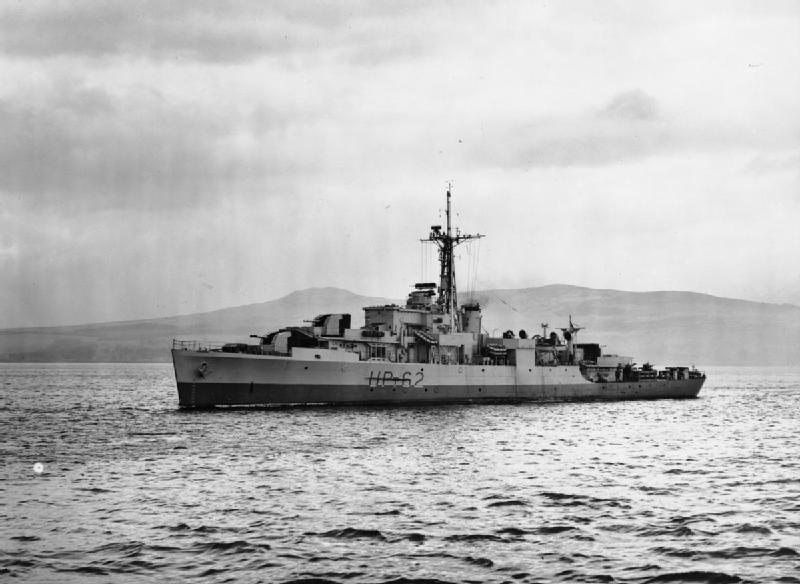
HMS Lapwing em 17 de março de 1944.

O outro navio atacado foi o Thomas Donaldson (comandante Robert Headden), sendo torpedeado às 13h 15min a estibordo na sala de máquinas , matando um oficial, dois membros da tripulação e mais um tripulante que morreu a bordo de um navio de resgate devido aos ferimentos. O comandante deu a ordem para que o navio fosse abandonado pela tripulação devido ao fato de estar levando 6 000 toneladas de munição, tendo a maior parte da tripulação abandonado o navio em dois botes salva-vidas e numa balsa, sendo estes resgatados pelo HMS Bamborough Castle enquanto que os demais saltaram na água e foram resgatados pelo HMS Oxlip. Permaneceram a bordo o capitão e oito tripulantes que foram mais tarde resgatados pelo HMS Honeysuckle. Foi rebocado por um rebocador soviético às 16h 30min, mas o navio afundou às 17h 45 min .
A operação Hagen se encerrou no dia seguinte, sendo responsável pelo naufrágio de três navios aliados. O U-968 retornou para a base de Kilbotn no dia 20 de março de 1945, após uma patrulha que durou 19 dias na qual afundou dois navios num total de 8 560 toneladas.

### Sétima Patrulha de Guerra
Saiu em sua sétima e última patrulha de guerra no dia 21 de abril de 1945, partindo da base de Kilbotn novamente com destino ao mar de Barents. Durante esta patrulha não atacou nenhuma embarcação aliada e entrou para a base de Harstad no dia 6 de maio de 1945, no dia seguinte saiu de Harstad e se dirigiu para Skjomenfjord onde encerrou a sua patrulha após 17 dias no mar.

## Operação Deadlight
Com o fim da guerra, os submarinos que estavam na região de Narvik receberam ordens dos comandantes aliados no dia 12 de maio para serem movidos para Skjomenfjord. No dia 15 de maio saiu num comboio com outros 15 U-Boots tendo como destino o porto de Trondheim, mas após dois dias no mar foram interceptados pelo 9º Grupo de Escolta, que levou estes submarinos para Loch Eriboll, Escócia, chegando em seu destino final no dia 19 de maio. Foi afundado no dia 29 de novembro de 1945  como parte da Operação Deadlight.

## Subordinação
Durante o seu tempo de serviço, esteve subordinado às seguintes flotilhas:
| Período                                       | Flotilha                                   |
| --------------------------------------------- | ------------------------------------------ |
| 18 de março de 1943 - 29 de fevereiro de 1944 | 5. Unterseebootsflottille (treinamento)    |
| 1 de março de 1944 - 8 de maio de 1945        | 13. Unterseebootsflottille (serviço ativo) |

## Patrulhas
|       | Comandante            | Partida                | Partida          | Chegada                 | Chegada          | Dias     | Toneladas |
| ----- | --------------------- | ---------------------- | ---------------- | ----------------------- | ---------------- | -------- | --------- |
| 1     | Oblt. Otto Westphalen | 7 de março de 1944     | Kiel             | 2 de abril de 1944      | Narvik           | 27 dias  |           |
|       | Oblt. Otto Westphalen | 4 de abril de 1944     | Narvik           | 6 de abril de 1944      | Trondheim        | 3 dias   |           |
|       | Oblt. Otto Westphalen | 11 de julho de 1944    | Trondheim        | 14 de julho de 1944     | Narvik           | 4 dias   |           |
|       | Oblt. Otto Westphalen | 17 de julho de 1944    | Narvik           | 21 de julho de 1944     | Baía de Bogen    | 5 dias   |           |
|       | Oblt. Otto Westphalen | 20 de agosto de 1944   | Baía de Bogen    | 22 de agosto de 1944    | Hammerfest       | 3 dias   |           |
| 2     | Oblt. Otto Westphalen | 29 de agosto de 1944   | Hammerfest       | 10 de setembro de 1944  | Baía de Bogen    | 13 dias  |           |
| 3     | Oblt. Otto Westphalen | 24 de setembro de 1944 | Baía de Bogen    | 3 de outubro de 1944    | Narvik           | 10 dias  |           |
| 4     | Oblt. Otto Westphalen | 14 de outubro de 1944  | Narvik           | 11 de novembro de 1944  | Ramsund, Noruega | 29 dias  |           |
|       | Oblt. Otto Westphalen | 13 de novembro de 1944 | Ramsund, Noruega | 16 de novembro de 1944  | Rörvik           | 4 dias   |           |
|       | Oblt. Otto Westphalen | 23 de janeiro de 1945  | Rörvik           | 25 de janeiro de 1945   | Narvik           | 3 dias   |           |
|       | Oblt. Otto Westphalen | 1 de fevereiro de 1945 | Narvik           | 1 de fevereiro de 1945  | Harstad          | 1 dia    |           |
| 5     | Oblt. Otto Westphalen | 7 de fevereiro de 1945 | Harstad          | 20 de fevereiro de 1945 | Kilbotn          | 14 dias  | 23 855    |
| 6     | Oblt. Otto Westphalen | 12 de março de 1945    | Kilbotn          | 30 de março de 1945     | Kilbotn          | 19 dias  | 8 560     |
| 7     | Oblt. Otto Westphalen | 21 de abril de 1945    | Kilbotn          | 6 de maio de 1945       | Harstad          | 16 dias  |           |
| 7     | Oblt. Otto Westphalen | 7 de maio de 1945      | Harstad          | 7 de maio de 1945       | Skjomenfjord     | 1 dia    |           |
|       | Oblt. Otto Westphalen | 15 de maio de 1945     | Skjomenfjord     | 19 de maio de 1945      | Loch Eriboll, UK | 5 dias   |           |
| Total | Total                 | Total                  | Total            | Total                   | Total            | 129 dias | 32 415 t  |

## Navios atacados
| Data                    | Comandante      | Nome da Embarcação            | Toneladas | Nacionalidade  | Comboio | Local do ataque     |
| ----------------------- | --------------- | ----------------------------- | --------- | -------------- | ------- | ------------------- |
| 14 de fevereiro de 1945 | Otto Westphalen | Norfjell (danificado)         | 8 129     | Noruega        | BK-3    | 69° 22' N 33° 50' E |
| 14 de fevereiro de 1945 | Otto Westphalen | Horace Gray (perda total)     | 7 200     | Estados Unidos | BK-3    | 67° 21' N 33° 43' E |
| 17 de fevereiro de 1945 | Otto Westphalen | HMS Lark (U 11) (perda total) | 1 350     | Reino Unido    | RA-64   | 69° 30' N 34° 33' E |
| 17 de fevereiro de 1945 | Otto Westphalen | Thomas Scott                  | 7 176     | Estados Unidos | RA-64   | 69° 30' N 34° 42' E |
| 20 de março de 1945     | Otto Westphalen | Thomas Donaldson              | 7 210     | Estados Unidos | JW-65   | 69° 26' N 33° 44' E |
| 20 de março de 1945     | Otto Westphalen | HMS Lapwing (U 62)            | 1 350     | Reino Unido    | JW-65   | 69° 26' N 33° 44' E |
| Total                   | Total           | Total                         | 32 415 t  |                |         |                     |

## Operações conjuntas de ataque
O U-968 participou das seguinte operações de ataque combinado durante a sua carreira:
- Rudeltaktik Hammer[13] (17 de março de 1944 - 1 de abril de 1944)
- Rudeltaktik Dachs[15] (1 de setembro de 1944 - 5 de setembro de 1944)
- Rudeltaktik Zorn[17] (26 de setembro de 1944 - 1 de outubro de 1944)
- Rudeltaktik Grimm[18] (1 de outubro de 1944 - 2 de outubro de 1944)
- Rudeltaktik Panther[20] (16 de outubro de 1944 - 10 de novembro de 1944)
- Rudeltaktik Rasmus[36][7] (7 de fevereiro de 1945 - 13 de fevereiro de 1945)
- Rudeltaktik Hagen[27][7] (13 de março de 1945 - 21 de março de 1945)

## Coordenadas
1. ↑  em posição 55° 24' N 6° 22' O
2. ↑  em posição 69° 22' N 33° 50' E
3. ↑  em posição 67° 11' N 33° 36' E
4. ↑  em posição 69° 30' N 34° 33' E
5. ↑  em posição 69° 30' N 34° 42' E
6. ↑  em posição 69° 26' N 33° 44' E
7. ↑  em posição 69° 26' N 33° 44' E
8. ↑  em posição 68° 26' 39" N 33° 44' 20" E
9. ↑  em posição 55° 24' N 6° 22' O